# Sen no Rikyu
Sen no Rikyū (千利休 Sen no Rikyū, Sen Rikyū, n. 1522, Sakai, Japonia – d. 21 aprilie 1591, Kyoto, Japonia) a fost un maestru al ceremoniei ceaiului din Japonia.
S-a născut în Sakai (prefectura Osaka de azi) într-o familie de comercianți; tatăl său se numea Tanaka Yōhei iar mama Tomomi Tayuki. În copilărie numele său era Yoshiro, dar mai târziu preotul Dairin Soto i l-a schimbat în Sōeki, urmând ca regentul Hideyoshi să i-l schimbe din nou, în 1585, în Rikyū. Mai este cunoscut și sub numele Hōsensai.
Rikyū s-a dovedit inegalabil nu numai în a prepara ceaiul (doar o parte din ceremonia ceaiului), ci și în a încorona acest act printr-o atitudine exemplară de meditație estetică. Lui i se datorează ingenioasa încifrare a artei ceaiului în formule care țin de wabi. El a propus patru principii de bază, pe care un maestru trebuie să le demonstreze in practică. Acestea sunt:
- wa sau "armonia", desemnând raportul ideal dintre individ și semenii săi, precum și dintre individ și natură
- kei sau "respectul", cu referire la atitudinea atât față de invitați, cât și față de instrumentele ceremoniale
- sei sau "puritatea", prin raportare la starea corporală și spirituală
- jaku sau "liniștea", proiectând în primplan dimensiunea psihologică a celor implicați în ritual.

De asemenea, Rikyū a stabilit un set simplu, compus din șapte reguli de bază, în fapt, instrucțiuni privind prepararea perfectă a ceaiului. În formulele concise ale maestrului se pot descoperi nu numai un model autentic de abordare a unei ceremonii complicate, ci, mai ales, reperele unui modus vivendi exemplar, modulat și dictat de legi estetice. Să nu uităm, așadar, că ritualul elaborat al ceremoniei ceaiului provine din doctrina budismului zen, al cărui comandament central vizează contemplarea naturii interioare și armonizarea acesteia cu esența universală: integrarea perfecta a antropicului în cosmos.